# Dumont (Iowa)
Dumont és una població dels Estats Units a l'estat d'Iowa. Segons el cens del 2000 tenia 676 habitants.

## Demografia
Segons el cens del 2000, Dumont tenia 676 habitants, 286 habitatges, i 179 famílies. La densitat de població era de 149,1 habitants/km².
Dels 286 habitatges en un 24,8% hi vivien nens de menys de 18 anys, en un 52,8% hi vivien parelles casades, en un 6,6% dones solteres, i en un 37,1% no eren unitats familiars. En el 33,2% dels habitatges hi vivien persones soles el 23,8% de les quals corresponia a persones de 65 anys o més que vivien soles. El nombre mitjà de persones vivint en cada habitatge era de 2,23 i el nombre mitjà de persones que vivien en cada família era de 2,84.
Per edats la població es repartia de la següent manera: un 21,4% tenia menys de 18 anys, un 5% entre 18 i 24, un 20,9% entre 25 i 44, un 20,3% de 45 a 60 i un 32,4% 65 anys o més.
L'edat mediana era de 47 anys. Per cada 100 dones de 18 o més anys hi havia 82,5 homes.
La renda mediana per habitatge era de 27.708 $ i la renda mediana per família de 36.786 $. Els homes tenien una renda mediana de 29.938 $ mentre que les dones 16.848 $. La renda per capita de la població era de 15.260 $. Entorn del 7,3% de les famílies i el 8,7% de la població estaven per davall del llindar de pobresa.

## Poblacions més properes
El següent diagrama mostra les poblacions més properes.